# Cuauhtémoc-emlékmű (Mexikóváros)
A Cuauhtémoc-emlékmű Mexikóváros egyik nevezetessége.

## Története
Az emlékmű létrehozásának ötlete Porfirio Díaz kormányának idején született meg, Vicente Riva Palacio javaslatára. 1877-ben pályázatot írtak ki rá, amelyet végül Francisco M. Jiménez nyert meg, jutalma 1000 peso is volt. Az első követ 1878. május 5-én tették le, majd közel tíz év múlva, 1887. augusztus 21-én avatták fel az elkészült alkotást a Paseo de la Reforma sétányt megszakító egyik körtéren, amelyet ezekben az időkben kőből készült, magas háttámlás padok vették körbe. A fő szobrot Miguel Noreña alkotta, míg a hozzá tartozó nyolc, bronzból készült jaguárszobor Epitafio Calvo műve (más forrás szerint ezek leopárdszobrok, és szintén Noreña készítette őket). 1949-ben az emlékművet áthelyezték a Paseo de la Reforma és az Avenida de los Insurgentes sarkára (addigi helyétől kicsit kevesebb mint 100 méterre), majd mivel a közlekedést egyre jobban akadályozta, 2004-ben visszakerült eredeti helyére.

## Az emlékmű
A tér központi részét, ahol a szobor áll, négy irányból kis lépcsősorokon lehet megközelíteni, amelyeket 2–2, összesen nyolc bronz jaguárszobor díszít. Az emlékmű talapzata négyzet alakú, egy oldala 6,2 méter hosszú, 11,75 méter magas, tömege eléri a 350 tonnát. Ezen áll Cuauhtémoc azték uralkodó 4,97 méter magas, 4,2 tonnás bronzszobra. A talapzat két oldalán két domborművet helyeztek el, az emlékművel szemben állva bal oldali Cuauhtémoc megkínzását ábrázolja (Gabriel Guerra alkotása), a jobb oldali a fogoly Cuauhtémoc találkozását Cortésszel (Miguel Noreña műve). Mindkét bronz domborművet és a főszobrot is Jesús Contreras öntötte. Szintén a talapzaton, annak közepétől kicsit lejjebb négy márványtáblát is elhelyeztek, amelyekre nagy betűkkel a négy oldalra négy nevet írtak fel: Cuitláhuac, Cacama, Tetlepanquetzal és Coanácoch; ők mindannyian Cuauhtémoc harcostársai voltak. A táblák feletti fülkékben a jaguár- és sasharcosok jellegzetes fegyvereit helyezték el.
Az uralkodó szobra harci pózban áll. Jobb kezében nyilat, baljában pajzsot tart, fejét egy copilli nevű fejfedő védi és díszíti, míg mellén ichcahuipillit visel, vállán pedig tilmàtlija van átvetve.

## Képek

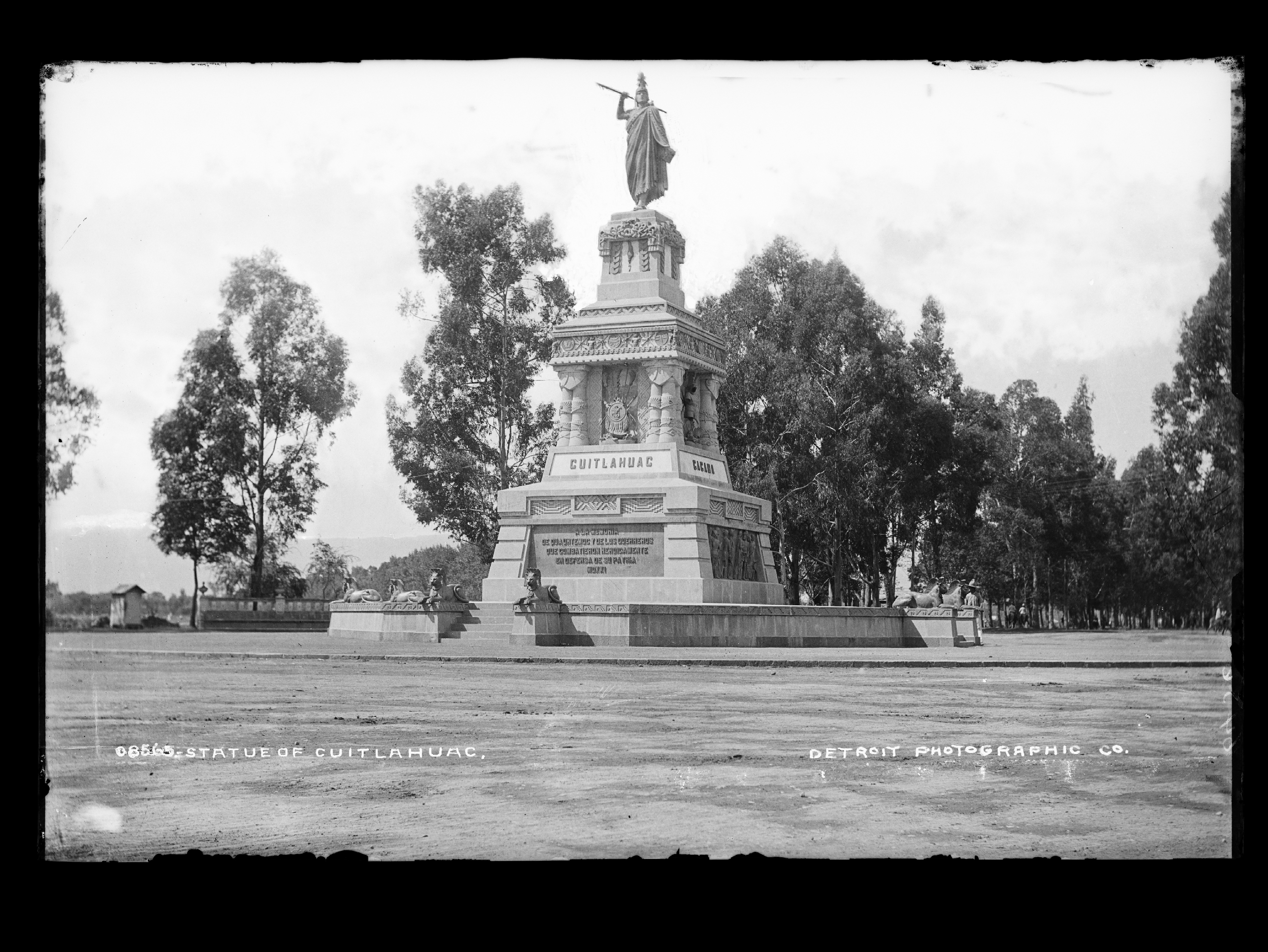
19. századi kép az emlékműről
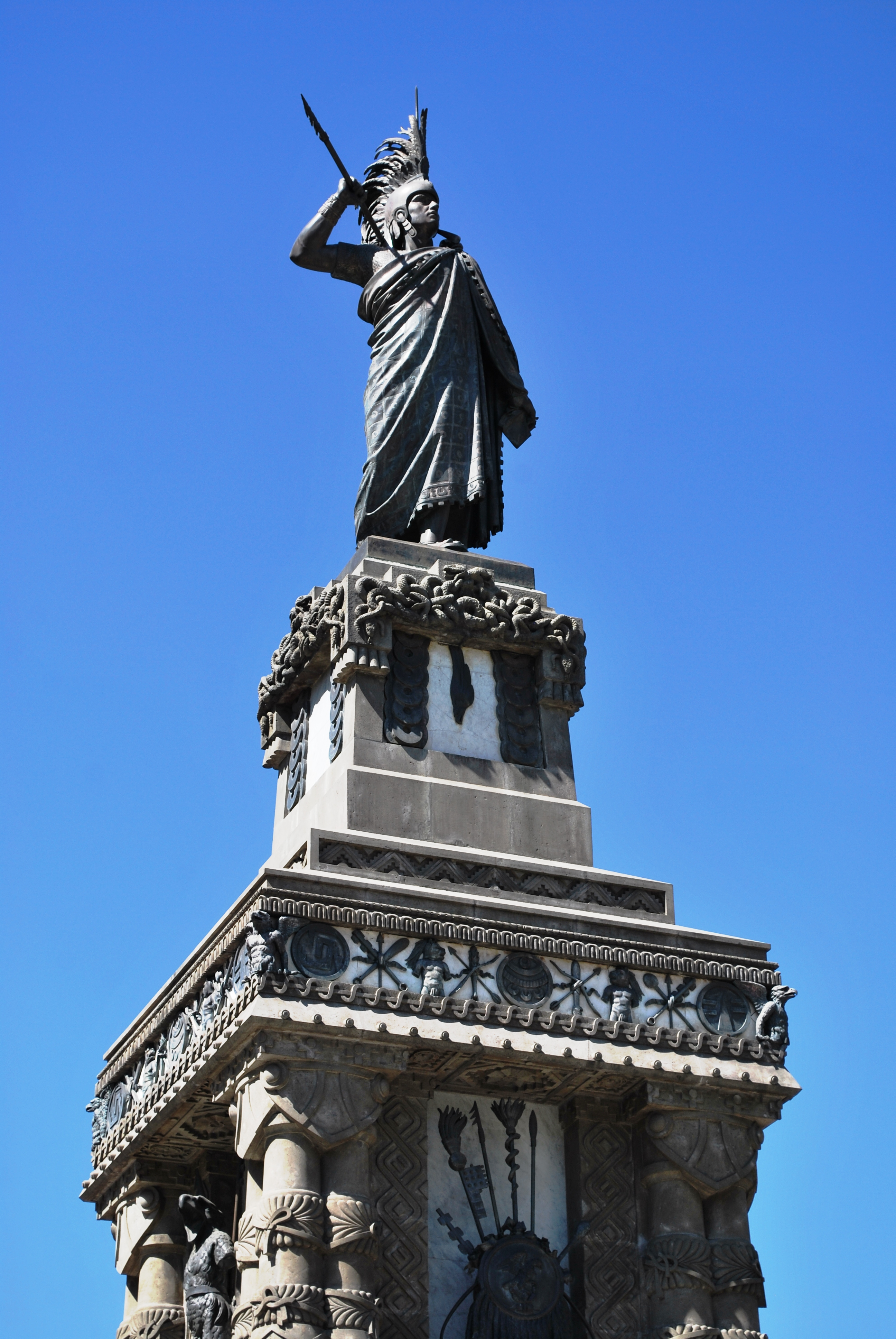
A szobor közelebbről
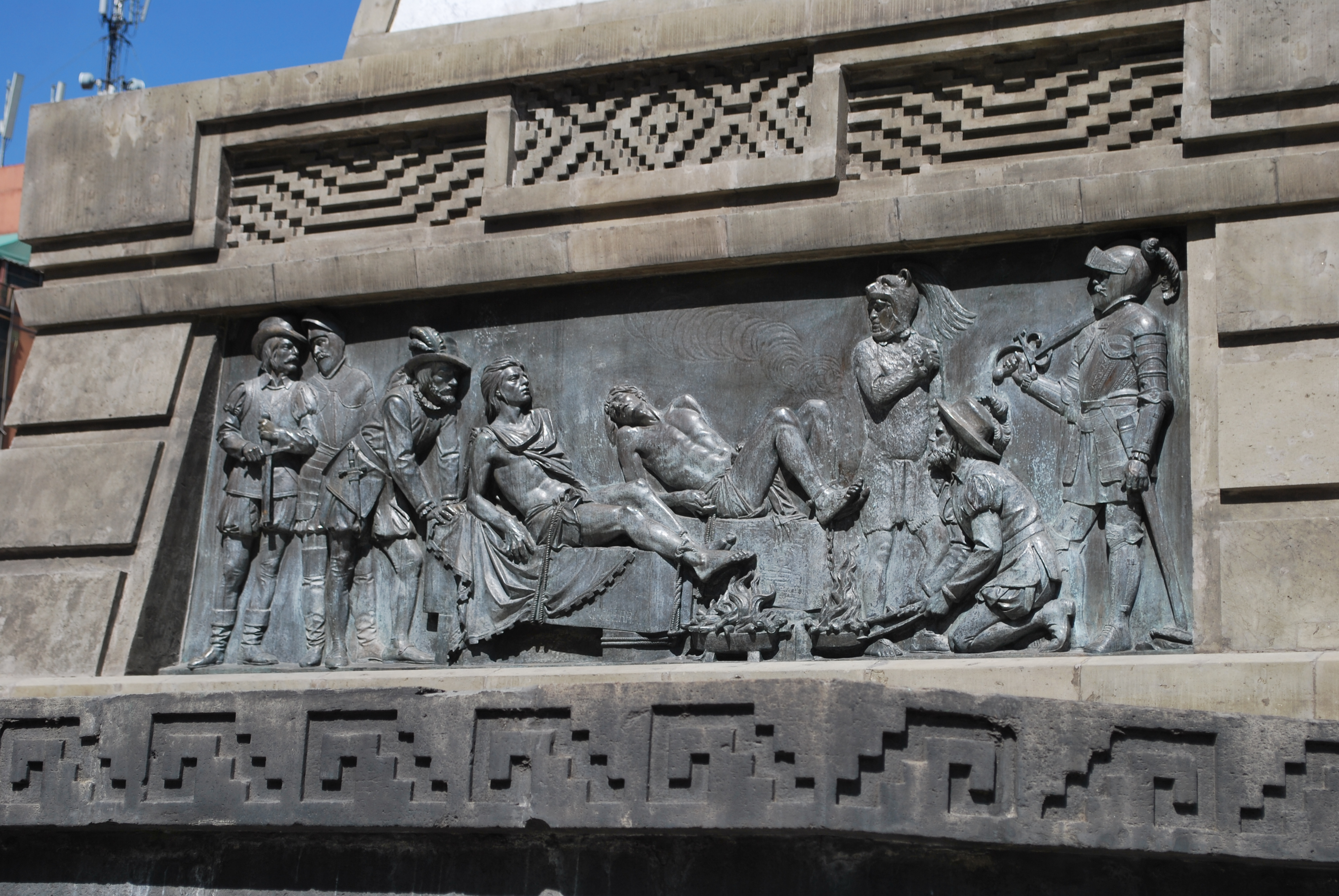
A Cuauhtémoc megkínzását ábrázoló dombormű
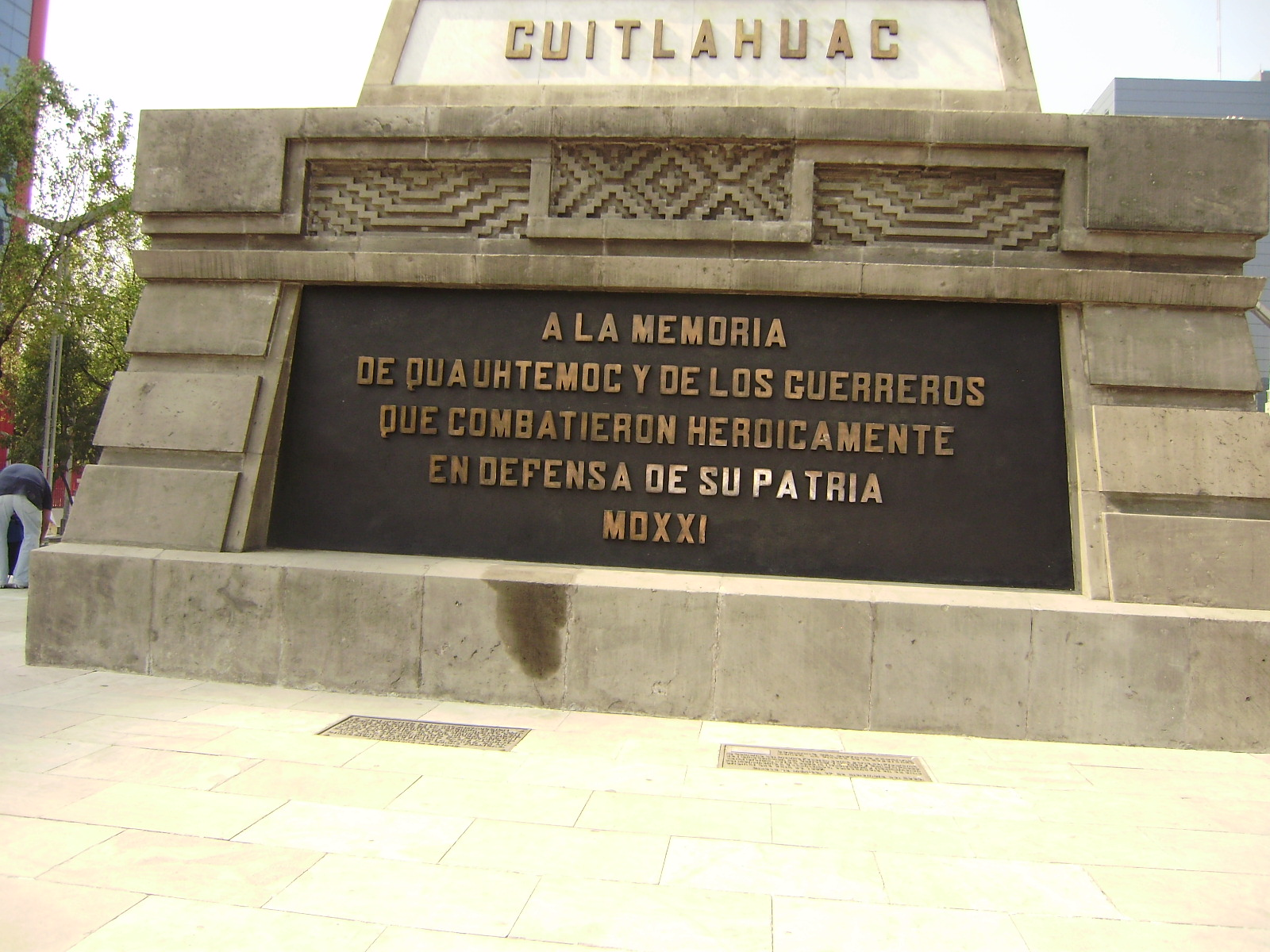
Emléktábla a talapzaton
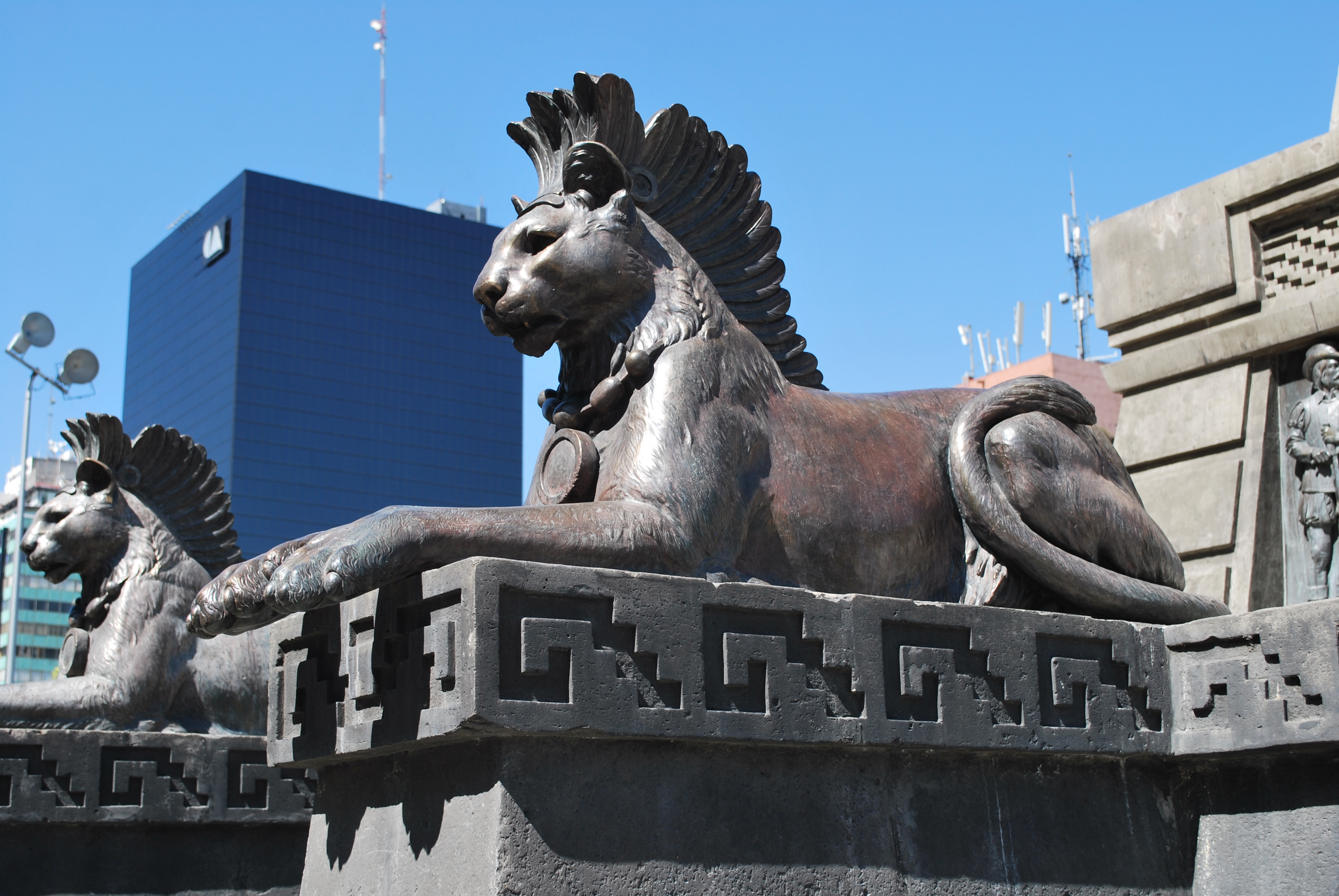
Jaguárok